# أكديما
أكديما أو الشركة العربية للصناعات الدوائية والمستلزمات الطبية، تأسست من خلال الجامعة العربية سنة 1976 بدعوة من الجامعة العربية لتأسيس شركة عربية للأدوية لخدمة الدول العربية مقرها القاهرة بمشاركة 13 دولة عربية على غرار الهيئة العربية للتصنيع بقانون خاص، تضمن مجالها ونشاطاتها وطبيعتها وإعفاءاتها وما تتميز به، والغرض الأساسي منها إنشاء الصناعات الدوائية والخامات الدوائية وألبان الأطفال والمستلزمات الطبية وكل ما له علاقة بالمجال الدوائي.

## الإدارة
أنشئ أول مجلس إدارة للشركة بعضوية الدول العربية التي شاركت في تأسيسها، برئاسة وزير الصحة المصري في ذلك الوقت، وأسست الشركة طبقا لقرار رئيس الجمهورية رقم 556 لسنة 1976 وليس بقانون شركات قطاع الأعمال العام 159 أو 203، وبعد خلاف الدول العربية مع مصر بعد عقد اتفاقية كامب ديفيد قرر الرئيس أنور السادات طبقا للقانون رقم 157 لسنة 1980 الصادر في 15 يوليو 1980 استمرار الشركة ودفع حصة الشركاء، وصدر قرار جمهوري بتشكيل لجنة مؤقتة لإدارة الشركة بمثابة مجلس إدارة.
أصبحت الشركة منذ ذلك الوقت عبارة عن محفظة أموال يتم إدارتها وتشغيلها في المجال الدوائي بأموال الحكومة المصرية، ووصل عدد الشركات التي تساهم فيها إلى 19 شركة، منها شركات تابعة تمتلك فيها الشركة حصة حاكمة وشركات أخرى مشتركة.

## الشركات التابعة والمشتركة
- المهن الطبية للأدوية: 44%.[1][7]
- إيبيكو: 43.5%.[1][7]
- سيديكو: 31%.[1][7]
- ميباكو: 67%.[1][7]
- أكتوبر فارما.[7]
- أكديما الدولية للتجارة.[7]
- اراب بيوفاك.[7]
- المهن الطبية للمنتجات البيطرية وإضافات الأعلاف «مفكو».[7]
- مصر العليا للصناعات الدوائية.[7]
- أراب كابس.[7]
- فلكسيباك.[7]
- إسبر.[7]
- لاكتو مصر 2%

## رؤساء الشركة
- ألفت غراب.[8]